# LG Hockey Games 2006
Hokejový turnaj byl odehrán od 26.4.2006 - do 29.4.2006 v Stockholmu. Utkání Finsko - Rusko bylo odehráno v Helsinkách.

## Výsledky a tabulka
|    |         | RUS   | FIN    | SWE     | CZE   | V | VP | PP | P | Skóre | B |
| 1. | Rusko   | Rusko | 3:1    | 6:7     | 7:5   | 2 | 0  | 0  | 1 | 16:13 | 6 |
| 2. | Finsko  | 1:3   | Finsko | 2:0     | 5:1   | 2 | 0  | 0  | 1 | 8:4   | 6 |
| 3. | Švédsko | 7:6   | 0:2    | Švédsko | 3:0   | 2 | 0  | 0  | 1 | 10:8  | 6 |
| 4. | Česko   | 5:7   | 1:5    | 0:3     | Česko | 0 | 0  | 0  | 3 | 6:15  | 0 |

 Finsko -  Rusko 1:3 (0:0, 0:1, 1:2)
26. dubna 2006 - Helsinki

Branky  Finsko : 58. Hahl 

Branky  Rusko : 24. Kolcov, 51. Jemeljejev, 59. Grigorenko.

Rozhodčí: Minář (CZE) - Hämäläinen, Kekäläinen (FIN)

Vyloučení: 7:10 (1:0

Diváků: 7 486
Finsko: Bäckström - Luoma, Nummelin, Kukkonen, Lehtonen, Mäntylä, Saravo, Kerman, Söderholm - Rita, M. Koivu, T. Ruutu - Kontiola, Viuhkola, Hahl - Pärssinen, Pirnes, Hentunen - Pesonen,
Santala, Valtonen.
Rusko: Sokolov (25. Fomičev) - Bykov, Kručinin, Aťušov, Kolcov, Jemelin, Mišarin, I. Nikulin, Kuljaš - Sušinskij, Jemeljejev, Charitonov - Kulemin, Malkin, Mozjakin - Michnov, Archipov,
Semin - Grigorenko, A. Nikulin, Čistov.

 Česko -  Švédsko 0:3 (0:1, 0:1, 0:1)
26. dubna 2006 - Stockholm

Branky  Česko: nikdo

Branky  Švédsko: 9. Emwall, 27. Emwall, 57. Martensson

Rozhodčí: Levonen (FIN) - Svensson, Carlman (SWE)

Vyloučení: 5:8 (0:2)

Diváků: 7 251
Česko: Hnilička - Z. Michálek, Hejda, Škoula, Krajíček, Blaťák, Ševc, J. Novák, Kutlák - Balaštík, Výborný, Hlaváč - Tenkrát, Štefan, M. Hořava - Rolínek, Marek, Prorok - Irgl, J. Hlinka, Bednář.
Švédsko: Henriksson - Lindström, K. Jönsson, Petrasek, Jonsson, Magnus Johansson, R. Sundin, A. Holmqvist, Timander - Melin, J. Jönsson, N. Bäckström - Warg, Karlsson, Pettersson - Mattsson, Mattias Johansson, Wallin - Martensson, Nordquist, Emwall.

 Česko -  Finsko 1:5 (0:2, 0:1, 1:2)
28. dubna 2006 - Stockholm

Branky  Česko: 51. David Výborný

Branky  Finsko: 2. Peltonen, 16. Kerman, 26. Hentunen, 46. Viuhkola, 53. Santala.

Rozhodčí: Vinnerborg - Karlsson, Ulriksson (SWE)

Vyloučení: 11:8 (0:4)

Diváků: 1 500
Česko: Hnilička - Z. Michálek, Hejda, Škoula, Krajíček, Hunkes, Kutlák, J. Novák, M. Čech -
Balaštík, Výborný, Hlaváč - Tenkrát, J. Hlinka, Bednář - Kudrna, Peterek, Hubáček - Irgl,
Štefan, Prorok.
Finsko: Norrena - Nummelin, Berg, Kukkonen, Mäntylä, Saravo, Luoma, Malmivaara, Kontiola - Hentunen, Viuhkola, Peltonen - Kallio, M. Koivu, Rita - Kerman, Santala, Hahl - J. Ruutu, Pirnes, Valtonen.

 Švédsko -  Rusko 7:6 (2:3, 4:0, 1:3)
28. dubna 2006 - Stockholm

Branky  Švédsko: 16. J. Jönsson, 20. Nordquist, 23. Mattsson, 29. Magnus Johansson, 36. Mattsson, 40. Berglund, 48. Pettersson 

Branky  Rusko: 11. Malkin, 14. Semin, 18. Zaripov, 43. Zaripov, 48. Michnov, 60. Semin.

Rozhodčí: Levonen (FIN) - Takula, Svensson (SWE)

Vyloučení: 11:9 (5:1, 0:1) navíc Mišarin (RUS) na 5 min a do konce utkání.

Diváků: 8 386
Švédsko: Liv - Oduya, K. Jönsson, A. Holmqvist, Timander, Petrasek, Jonsson, Magnus Johansson, Hallberg - Warg, J. Jönsson, N. Bäckström - Martensson, Nordquist, Emwall - Hannula, Karlsson, Pettersson - Mattsson, J. Lundqvist, Berglund.
Rusko: Fomičev (31. Zvjagin) - Bykov, Kručinin, Aťušov, Kolcov, I. Nikulin, Mišarin, Kuljaš, Jemelin - Sušinskij, Jemeljejev, Charitonov - Kulemin, Malkin, Mozjakin - Michnov, Archipov, Semin - Grigorenko, A. Nikulin, Zaripov.

 Česko -  Rusko 5:7 (0:4, 3:1, 2:2)
29. dubna 2006 - Stockholm

Branky  Česko: 33. Štefan, 34. Petr Hubáček, 37. Ivo Prorok, 43. Zbyněk Irgl, 59. Jan Peterek

Branky  Rusko: 1. Michnov, 7. Jemeljejev, 15. Sušinskij, 20. Zaripov, 23. Aťušov, 44. Semin, 49. Sušinskij.

Rozhodčí: T. Andersson - Lyth, Winge (SWE)

Vyloučení: 6:6 (0:1)

Diváků: 3 473
Česko: Pöpperle (7. A. Svoboda) - Z. Michálek, Blaťák, Ševc, Krajíček, M. Čech, Kutlák, Hunkes, Škoula - Irgl, Marek, Hořava - Tenkrát, Kracík, Rolínek - Balaštík, Štefan, Prorok - Kudrna, Peterek, Hubáček.
Rusko: Zvjagin - Chomickij, Žukov, Aťušov, Kolcov, I. Nikulin, Kručinin, Kuljaš, Jemelin - Michnov, Archipov, Semin - Kulemin, Malkin, Zaripov - Sušinskij, Jemeljejev, Charitonov - Simakov, A. Nikulin, Grigorenko.

 Švédsko -  Finsko 0:2 (0:1, 0:0, 0:1)
29. dubna 2006 - Stockholm

Branky  Švédsko: nikdo
Branky Finsko: 1. Santala, 46. M. Koivu
Rozhodčí: Minář (CZE) - Svensson, Ulriksson (SWE)

Vyloučení: 8:3 (0:1)

Diváků: 13 850
Švédsko: J. Holmqvist - Timander, Hallberg, Oduya, R. Sundin, Petrasek, Jonsson, A. Holmqvist, Lindström - Mattsson, J. Lundqvist, Berglund - Warg, Nordquist, N. Bäckström - Hannula, Karlsson, Pettersson - Melin, Mathias Johansson, Wallin.
Finsko: N. Bäckström - Mäntylä, Berg, Söderholm, Lehtonen, Malmivaara, Saravo, Luoma - Kallio, Viuhkola, Peltonen - Hahl, Santala, Pärssinen - Personen, Kontiola, Kerman - J. Ruutu, M. Koivu, Rita - Valtonen.